# リチャード・C・ブッシュ
リチャード・C・ブッシュ（Richard C. Bush III、1947年11月21日 - ）はアメリカ合衆国の政治学者、外交アナリスト、中国問題専門家。2002年よりブルッキングス研究所北東アジア政策研究センター（CNAPS）所長を務め、同時にマイケル・H・アーマコスト外交政策研究講座の初代講座長を務める。 

## 学歴
ブッシュは、1969年に、ローレンス大学で学士号、1973年に、コロンビア大学で政治学の修士号、および1978年に博士号を取得している。学位論文のテーマは、中台関係、米中関係、朝鮮半島、日本の安全保障に関する研究であった。

## 経歴
ブッシュは1977年にアジア・ソサエティ政策研究所の中国評議会でキャリアをスタートさせた。
1983年、アメリカ合衆国下院外交委員会アジア太平洋小委員会のスタッフ・コンサルタントに就任。1993年には委員会フル・コミッティーに昇格し、アジア問題に取り組み、民主党議員との連絡役を務めた。
1995年、情報機関の分析作業を調整する国家情報会議（NIC）の東アジア担当国家情報官となる。1997年にNICを退官し、米国在台湾協会（AIT）の所長に就任。
東アジア担当国家情報官、AIT理事長（1997～2002年）など、19年間にわたり米国政府の行政府および立法府に勤務した。

## 著作

### 著書
- At Cross Purposes: U.S.-Taiwan Relations since 1942, Routledge, February 28, 2004[5]
- Untying the Knot: Making Peace in the Taiwan Strait, Brookings Institution, 2006[6]
- A War Like No Other: The Truth About China's Challenge to America, John Wiley & Sons, March 1, 2007 (co-authored with Michael E. O'Hanlon)[7]
- The Perils of Proximity: China-Japan Security Relations, Brookings Institution Press, July 15, 2013[8]
- Hong Kong in the Shadow of China: Living With the Leviathan, Brookings Institution Press, October 11, 2016[9]
- Difficult Choices: Taiwan's Quest for Security and the Good Life, Brookings Institution Press, April 13, 2021[10]
- US-Taiwan Relations, Brookings Institution Press, April 15, 2023 (co-authored with Ryan Hass and Bonnie S. Glaser)[11]